# Contea di Tang
La contea di Tang (唐县S, Táng XiànP) è una contea della Cina, situata nella provincia di Hebei e amministrata dalla prefettura di Baoding.